# 5e cérémonie des Golden Globes
La 5e cérémonie des Golden Globes a eu lieu le 10 mars 1948 à l'Hotel Roosevelt à Los Angeles, récompensant les films sortis en 1947 et les professionnels s'étant distingués cette année-là.

## Palmarès
- Meilleur film
  - Le Mur invisible (Gentleman's Agreement)
- Meilleur acteur
  - Ronald Colman pour le rôle d'Anthony John dans Othello (A Double Life)
- Meilleure actrice
  - Rosalind Russell pour le rôle de Lavinia Mannon dans Le deuil sied à Électre (Mourning Becomes Electra)
- Meilleur acteur dans un second rôle
  - Edmund Gwenn pour le rôle de Kris Kringle dans Le Miracle de la 34e rue (Miracle on 34th Street)
- Meilleure actrice dans un second rôle
  - Celeste Holm pour le rôle de Anne Dettrey dans Le Mur invisible (Gentleman's Agreement)
- Meilleur réalisateur
  - Elia Kazan pour Le Mur invisible (Gentleman's Agreement)
- Révélation masculine de l'année
  - Richard Widmark pour le rôle de Tommy Udo dans Le Carrefour de la mort (Kiss of Death)
- Révélation féminine de l'année
  - Lois Maxwell pour le rôle de Julia Kane dans That Hagen Girl
- Golden Globe de la jeunesse
  - Dean Stockwell pour le rôle de Tommy Green dans Le Mur invisible (Gentleman's Agreement)
- Meilleure photographie
  - Jack Cardiff pour Le Narcisse noir (Black Narcissus)
- Meilleure musique de film
  - Max Steiner pour Mon père et nous (Life with Father)
- Meilleur scénario
  - George Seaton pour Le Miracle de la 34e rue (Miracle on 34th Street)